# Cerbăl
Cerbăl é uma comuna romena localizada no distrito de Hunedoara, na região histórica da Transilvânia. A comuna possui uma área de 128.63 km² e sua população era de 557 habitantes segundo o censo de 2007.